# Кена
Ке́на (кечуа quena-quena) — продольная флейта индейцев горных районов Южной Америки — Перу, Боливии, севера Чили, севера и северо-запада Аргентины, Эквадора, Колумбии, Венесуэлы, Гвианы.

## История
Известна с периода чавинской культуры 9—2 вв. до н. э. Изготавливалась из костей животных и человека, золота и серебра, из глины или тыквы, в настоящее время делается в основном из тростника и бамбука.

## Описание
Длина инструмента 25—70 см. Количество отверстий 5—6 (реже 8), и ещё одно отверстие на противоположной стороне для большого пальца. Звукоряд хроматический в две октавы. Альтерация ступеней основного звукоряда достигается неполным закрытия отверстия.
В музыке народов кечуа, аймара и метисного населения используется для исполнения пентатонных мелодий. Играют на кене в основном мужчины, сольно или в ансамбле. Например две кены с барабанами бомбо или каха сопровождают танцы кена-кена, вайно, байлесито, карнавалито, качарпари, куэка, такуирари и др. Также типичен ансамбль из трёх кен (пусифиа или мукулулос).
| g1 | a1 | h1 | c2 | d2 | e2 | f{\displaystyle \sharp }2 | g2 | a2 | h2 | c3 | d3 | e3 | f{\displaystyle \sharp }3 | g3 |
| -- | -- | -- | -- | -- | -- | ------------------------- | -- | -- | -- | -- | -- | -- | ------------------------- | -- |
|    |    |    |    |    |    |                           |    |    |    |    |    |    |                           |    |